# Botałowo (obwód smoleński)
Botałowo (ros. Боталово) – wieś (ros. деревня, trb. dieriewnia) w zachodniej Rosji, w osiedlu wiejskim Zaborjewskoje rejonu diemidowskiego w obwodzie smoleńskim.

## Geografia
Miejscowość położona jest w dorzeczu Gorodieczenki, przy drodze regionalnej 66N-0508 (Zaborje – 66N-0506/Anosinki), 1 km od centrum administracyjnego osiedla wiejskiego (Zaborje), 17 km od centrum administracyjnego rejonu (Diemidow), 76,5 km od stolicy obwodu (Smoleńsk), 40,5 km od granicy z Białorusią.
W granicach miejscowości znajduje się ulica Dorożnaja (15 posesji).

## Demografia
W 2010 r. miejscowość zamieszkiwało 27 osób.

## Historia
W czasie II wojny światowej od lipca 1941 roku wieś była okupowana przez hitlerowców. Wyzwolenie nastąpiło we wrześniu 1943 roku.

## Osobliwości
- Grodiszcze 1 km na wschód od dieriewni (II wiek p.n.e. – pierwsze wieki n.e.)[6]
- Grupa 12 kurhanów 0,5 km na wschód od miejscowości (X–XII wiek)[6]